# Sulu-Archipel
Der Sulu-Archipel (spanisch Joló) liegt im äußersten Südwesten der Philippinen zwischen der Südwestspitze Mindanaos und der Nordostspitze Borneos.
Die teils seenomadische Bevölkerung der Inseln stellt das islamische Zentrum (Eigenbezeichnung Bangsamoro) der sonst überwiegend katholischen Philippinen dar. Eine bedeutende Bildungseinrichtung ist die Mindanao State University.

## Geografie
Im Norden befindet sich die Sulusee und südlich die Celebessee. Die Vulkaninseln gehören zum Hoheitsgebiet der Philippinen und bestehen aus rund 80 größeren und Hunderten kleinerer Inseln. Die größten sind Basilan, Joló und Tawi-Tawi.
Die Inseln bzw. Inselgruppen sind:
| - Basilan - Jolo - Tawi-Tawi | - Pata - Tapul-Inseln - Lugus | - Siasi - Lapac - Dammai | - Laparan - Cap - Pangutaran-Inseln |

## Geschichte
Das Sultanat von Sulu wurde 1457 oder früher gegründet und beherrschte einen großen Teil der Sulusee. Das 1363 gegründete Sultanat von Brunei herrschte zwischen dem 15. und 17. Jahrhundert auch auf dem Sulu-Archipel.
Die Spanier, die sich im 16. Jahrhundert auf den Philippinen festsetzten, hielten den Archipel von 1848 bis 1851 besetzt. Sie mussten ihn 1898 nach der Niederlage im Spanisch-Amerikanischen Krieg zusammen mit den Philippinen an die Vereinigten Staaten von Amerika abtreten; die Philippinen wurden 1946 unabhängig.
Die Inseln Jolo und Basilan wurden weltweit als Stützpunkt der 1991 gegründeten terroristischen Islamistengruppe Abu Sayyaf bekannt, als zunächst ab April 2000 eine Gruppe von Touristen nach Jolo verschleppt und im Folgejahr eine größere Anzahl von Geiseln auf Basilan festgehalten wurde. Andere Entführungen versucht Doktor Nilo Barandino aufzuklären, der 1992 selbst gefangen gehalten worden war.
Auch Tawi-Tawi zählt zum Einflussgebiet der Organisation: Im November 2016 wurde die Lebensgefährtin des deutschen Seglers Jürgen Kantner nahe der Insel erschossen, der anschließend auf Jolo in Geiselhaft gehaltene Kantner wurde Ende Februar 2017 nach Ablauf einer Zahlungsfrist für ein gefordertes Lösegeld enthauptet.